# Philippe de Carteret IV
Philippe de Carteret IV (Sark, 1650 – Sark, 1693), figlio di Philippe de Carteret III, è stato il 5º signore di Sark e il 21º signore di Saint Ouen dal 1663 fino alla sua morte.
Quando il padre morì, nel 1663, era ancora troppo giovane per diventare signore. Raggiunse la maggiore età solo nel 1671.
Poiché la corte di Sark non gli permise di diventare signore, in quanto anglicano, egli chiese alla corona di sciogliere la corte. Nel 1675 con un ordine del consiglio reale ottenne quanto richiesto e riorganizzò la giurisdizione dell'isola creando le cariche di siniscalco (seneshall), o giudice, di greffier, o tesoriere, e di pervot, o sceriffo. Queste cariche esistono tutt'oggi.
Sposò Elizabeth de Carteret (1660 – 1717), figlia di Edward, signore di Trinity.
Alla sua morte, nel 1693, gli succedette Charles de Carteret.